# Македонска народна ношња
Македонска народна ношња има вековну традицију.
Македонске народне ношње су део материјалне културе македонског народа и они су важна грана македонске народне уметности. Македонци носе различите врсте народних ношњи, у зависности од региона где људи живели, као што су: Скопска Блатија, Скопска Црна Гора, Горњи Полог, Доњи Полог, Битољско-прилепско поље, Кочанска котлина, Преспа, Охрид, Дримкол, Малесија, Мариово, Овче поље и многи други. Сваки тип ношње има своје специфичности, али заједничко за све је присуство црвене, црне и беле боје и геометријским облицима на њему.

## Народна ношња у Северној Македонији
- Ношња из Охрида
- Мијачка ношња
- Женска влашка ношња из Македоније.
- Женска кумановска ношња.
- Женска преспанска ношња.
- Кучевиште 1900.
- Глигор Соколовић 1905.
- Мушка мариовска ношња.
- Струшки Дримкол
- Традиционална жетва „Кочанског пиринча“
- народна ношња Прилепског поља
- Народна ношња из Драчева, 1930е